# 讃岐局
讃岐局（さぬきのつぼね、生没年不詳）は、鎌倉時代中期の女性。鎌倉幕府第5代執権・北条時頼の側室。北条時輔の生母。三河局（みかわのつぼね）とも言われる。

## 生涯
出自は出雲横田荘地頭の三処氏。
最初は鎌倉幕府の将軍家に仕えた。宝治2年（1248年）に時頼との間に庶長子である時輔を生んでいる。文永9年（1272年）に時輔が殺害されると出家して妙音と名乗った。そして横田荘岩屋寺で余生を過ごした。